# Sinik
Sinik，本名Thomas Gérard Idir，1980年6月26日出生于巴黎，是法国的一名男歌手。

## 生平
Sinik出生于巴黎，成长于莱叙利斯，他的母亲来自法国本土，父亲则来自卡比利亚地区。Sinik最初在其16岁时开始进行饶舌创作，2000年，他发布了首张EP《Malsain》。2005年，Sinik发布了首张专辑《La Main sur le cœur》，并借此获得了2005年MTV歐洲音樂大獎最佳法國藝人提名。

## 作品风格
Sinik的作品主题甚广，家庭、童年、社会、政治等内容均有涉及。

## 专辑
- Malsain（2000年，EP）
- Artiste triste...（2002年，EP）
- La Main sur le cœur（法语：La Main sur le cœur）（2005年）
- Sang froid（法语：Sang froid (album)）（2006年）
- Le Toit du monde（法语：Le Toit du monde）（2007年）
- Ballon d'or（法语：Ballon d'or (rap)）（2009年）
- Immortel（2011年，混音带）
- La Plume et le poignard（法语：La Plume et le poignard）（2012年）
- Immortel II（2015年）
- Drône（2017年）
- Invincible（2019年）
- 8ème Art（2020年）
- Niksi（2022年）

## 个人生活
Sinik曾与法国女歌手Kayna Samet有过数年的婚姻，但在2024年3月的一次采访中，Sinik证实两人已经分手。此外，Sinik曾多次爆出与同成长于莱叙利斯的女歌手Diam's有过交往，两人曾合唱过单曲《Une époque formidable》，但最终因各种原因而未能走到一起，他们曾合创专辑的计划也未能实现。
2022年4月，Sinik自曝其在创作新专辑《Niski》期间曾寻求青年饶舌歌手合作，但很多歌手嫌弃Sinik太老而拒绝。

## 争议
Sinik曾长期吸毒，他在2024年3月的采访中表示已经戒毒，但在同年6月的一次旅行中，Sinik惊讶地得知自己已被列入Fiche S名单。